# Nautschnyj
Nautschnyj (ukrainisch Научний; russisch Научный/Nautschny) ist eine Siedlung städtischen Typs in der Autonomen Republik Krim.

## Geografie
Die Siedlung liegt in den Bergen, 10 Kilometer östlich der Stadt Bachtschyssaraj und 32 Kilometer südlich von Simferopol und gehört verwaltungstechnisch zur Stadt Bachtschyssaraj.

## Geschichte
Die Siedlung entstand offiziell 1946 um das Krim-Observatorium. Seit 1957 hat sie den Status einer Siedlung städtischen Typs.